# Helio Aircraft
Die Helio Aircraft LLC ist ein US-amerikanischer Hersteller von Leichtflugzeugen, der nach zahlreichen vorhergehenden Umfirmierungen zwischenzeitlich seine Produktion eingestellt hatte. Derzeit (2017) plant das Unternehmen eine Weiterführung der Geschäfte mit dem Nachbau der zwei Baumuster Courier und Stallion.

## Geschichte

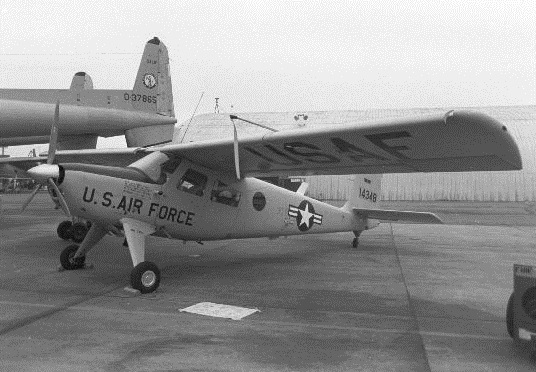
Helio U-10D Courier

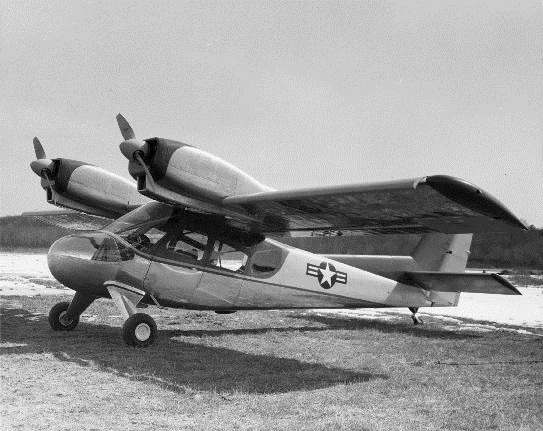
Helio U-5A Twin Courier

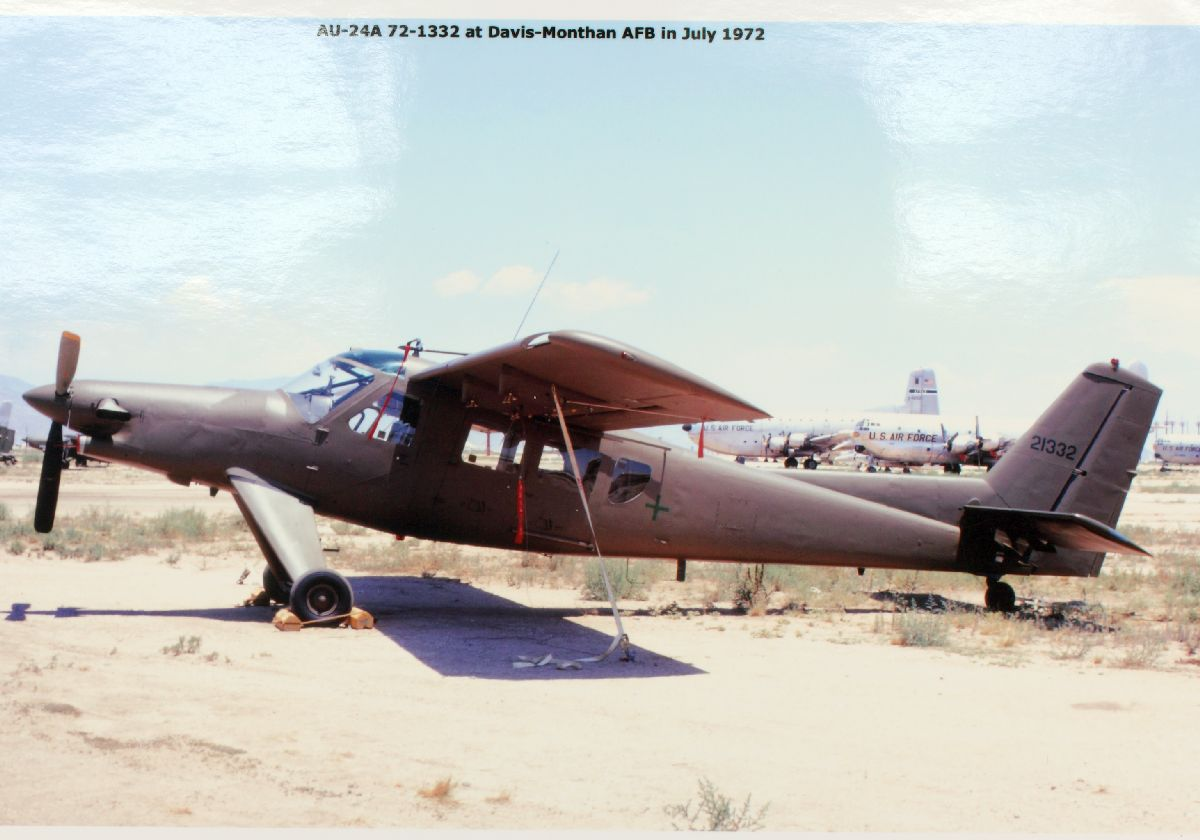
abgestellte Helio AU-24A Stallion

Die Gründung der damaligen Helio Aircraft Corporation im Jahr 1948 oder 1949 durch Lynn Bollinger und Otto Koppen hatte den Bau eines STOL-Leichtflugzeugs zum Ziel. Bollinger, ein früherer Verkehrspilot, der an der Harvard Business School lehrte, fungierte als Präsident. Otto Koppen war Professor am MIT im Bereich Luftfahrttechnik und hatte 1925 die Ford Flivver konstruiert. Er hatte sich bereits seit den 1930er Jahren mit Flugsicherheits- und STOL-Konzepten befasst.  Koppen war verantwortlich für den Entwurf der Helioplane, der ersten Helio-Konstruktion, die im März 1949 zum ersten Mal flog und als erstes in den USA gebautes STOL-Flugzeug gilt.
Der Helioplane-Prototyp führte zur Courier, die in verschiedenen Varianten als viersitziges und sechssitziges Leichtflugzeug im zivilen und militärischen Bereich genutzt wurde. Alle Versionen setzten Hochauftriebshilfen zum Erreichen von STOL-Fähigkeiten ein. Die erste Serienausführung der Courier war die H-391B, von der ein Exemplar 1953 auch an die US Army als L-24 geliefert wurde. Militärisch genutzt wurde ab 1958 dann vor allem die H-395 Super Courier (L-28/U-10). Es folgten die H-392 und im März 1964 die H-250 Mark II Caballero, eine einfachere sechssitzige Version der Courier, die aber eine 30 % höhere Nutzlast aufnehmen konnte. Die 1963 entwickelte, aus der Courier abgeleitete HST-550, erhielt einen Turboprop-Antrieb und konnte anfangs acht bis zehn, später 12 Personen transportieren. Aus ihr wurde die Helio AU-24 Stallion zur Luftnahunterstützung von Sondereinheiten entwickelt. Auch die zweimotorige sechssitzige Helio H-500 Twin Stallion, die 1960 zum ersten Mal flog, wurde in der militärischen Version U-5A von der USAF bzw. CIA beschafft.
Im Jahr 1967 erwarb eine neue Gesellschaft, die Helio Aircraft Company (HAC) alle Rechte an den Helio-Entwürfen. Das Hauptquartier wurde am bisherigen Standort der Helio-Produktion in Pittsburg (Kansas) eingerichtet. Die Gesellschaft begann mit dem Model 600 (400 PS Lycoming IO-720) und Model 700 (350 PS TIO-540) neue Versionen der Super Courier herzustellen.
Helio wurde 1969 eine Abteilung der in El Segundo (Kalifornien) beheimateten General Aircraft Corporation (GAC). Lynn Bollinger agierte als Chairman und Chief Executive Officer von GAC und initiierte die Planungen eines STOL-fähigen 36-sitzigen Kurz- bis Mittelstrecken Turbopropverkehrsflugzeugs. Zwar wurden noch Aufträge zum Bau einer vollmaßstäblichen Attrappe des als GAC-100 bezeichneten Projekts vergeben, das Programm wurde aber nicht zu Ende geführt. In den Jahren 1982 und 1984 wurde jeweils ein Prototyp eines Agrarflugzeugs hergestellt, wobei die zweite Maschine den Zusatznamen Rat'ler trug. Mitte der 1970er Jahre stellte HAC auch nochmal 18 Exemplare der Courier her.
Im Jahr 1992 wurde Helio Enterprises Inc. mit der Absicht gegründet das gesamte Anlagevermögen von HAC, einschließlich der Musterzulassungen für die Courier, Twin Courier und Stallion zu erwerben. Geplant war auch wieder die Produktion eines Agrarflugzeugs (Model 800) mit einem neukonstruierten Rumpf und einem 1500 Liter fassenden Behälter für Sprühmittel.
Derzeit (2017) besitzt die Helio Aircraft LLC in Prescott (Arizona) die Rechte am Bau der Courier und der Stallion.